# Stanislav Šimíček
Stanislav Šimíček (* 4. března 1981, Čeladná) je český komunální politik, místostarosta Kopřivnice.

## Život
S manželkou vychovává pět dětí. Před prvním uvolněním do funkce místostarosty města pracoval jako vedoucí Katolického domu v Kopřivnici, v letech 2020-2022 poté pracoval jako revizní technik.
V letech 2001-2004 vedl v Kopřivnici skautský oddíl Strážci světla.

## Politické působení
Stanislav Šimíček byl místostarosta Kopřivnice 2018-2020. Tento mandát skončil v roce 2020, kdy došlo k rozpadu stávající koalice a vytvoření koalice ODS, České pirátské strany a hnutí SPD. Znovu se místostarostou Kopřivnice stal po volbách v roce 2022.
V srpnu 2022 se opakovaně vyjadřoval k situaci, kdy kandidátka za KDU-ČSL Kristýna Horynová slovně konfrontovala na předvolebním setkání Hnutí ANO předsedu hnutí Andreje Babiše.  Zveřejnil také svůj rozhovor s Kristýnou Horynovou, kde jí dával možnost vyjádřit se k celé situaci.
V listopadu 2023 nechal Šimíček navést do centra města odpad, aby tento krok upozornil na problematiku ukládání odpadu občany mimo určená místa.
V roce 2024 při rekonstrukci mostu Kpt. Jaroše, která komplikovala dopravní situaci ve městě došlo k výrazným průtahům. Vedení města proto přistoupilo k netradičnímu kroku a místo slavnostního otevření most uvedlo do provozu netradičně v noci jako recesi.
V březnu 2025 se přání k MDŽ ve formě videa napodobující scénu z filmu Láska nebeská dostalo pozornosti médií.

## Kontroverze
V roce 2018 se Krajský soud v Ostravě zabýval návrhem zpochybňujícím platnost volby Stanislava Šimíčka. Ten s rodinou většinu času bydlí v obci Rybí. Soud ale rozhodl ve prospěch Šimíčka, protože má trvalé bydliště v Kopřivnici, kde kandidoval.